# Montgomery (Vermont)
Montgomery és una població dels Estats Units a l'estat de Vermont. Segons el cens del 2000 tenia 992 habitants.

## Demografia
Segons el cens del 2000, Montgomery tenia 992 habitants, 412 habitatges, i 288 famílies. La densitat de població era de 6,7 habitants per km².
Dels 412 habitatges en un 28,4% hi vivien nens de menys de 18 anys, en un 55,8% hi vivien parelles casades, en un 7,5% dones solteres, i en un 29,9% no eren unitats familiars. En el 22,8% dels habitatges hi vivien persones soles el 7,3% de les quals corresponia a persones de 65 anys o més que vivien soles. El nombre mitjà de persones vivint en cada habitatge era de 2,41 i el nombre mitjà de persones que vivien en cada família era de 2,75.
Per edats la població es repartia de la següent manera: un 23,6% tenia menys de 18 anys, un 5,6% entre 18 i 24, un 26,9% entre 25 i 44, un 30,3% de 45 a 60 i un 13,5% 65 anys o més.
L'edat mediana era de 42 anys. Per cada 100 dones de 18 o més anys hi havia 102,1 homes.
La renda mediana per habitatge era de 33.958 $ i la renda mediana per família de 38.839 $. Els homes tenien una renda mediana de 27.917 $ mentre que les dones 22.273 $. La renda per capita de la població era de 16.570 $. Entorn del 8,7% de les famílies i el 14,4% de la població estaven per davall del llindar de pobresa.